# Raquel Quintana
Raquel Quintana Martín (Madrid, ...) è un'attrice spagnola.

## Biografia
Raquel è nota principalmente per le sue partecipazioni a serie televisive come El mundo mágico de Brunelesky, nel ruolo di Belinda; Amare per sempre, nel ruolo di Clementina, e Il segreto, nel ruolo di María Cristina.

## Filmografia

### Cinema
- Alamedadosoulna la película, regia di Gonzalo Munilla (2009)
- Error, regia di J.M. Asensio – cortometraggio (2015)
- Como la espuma, regia di Roberto Pérez Toledo (2017)

### Televisione
- Ana y los 7 – serie TV, 16 episodi (2004-2005)
- El mundo mágico de Brunelesky – serie TV, 200 episodi (2004-2008)
- Amare per sempre (Amar en tiempos revueltos) – soap opera, 164 episodi (2008-2010)
- Il segreto (El secreto de Puente Viejo) – soap opera, 7 episodi (2012)
- Falcón – miniserie TV, episodi 1x01 (2012)
- Grand Hotel - Intrighi e passioni (Gran Hotel) – serial TV, episodio 3x03 (2013)
- Con el culo el aire – serie TV, episodio 2x08 (2013)
- Senza identità (Sin identidad) – serie TV, episodio 2x03 (2015)
- La cuoca di Castamar (La cocinera de Castamar) – serie TV, 12 episodi (2021)